# Propios y extraños
Propios y extraños ist ein Episodenfilm von Regisseur Manolo González. Die spanisch-deutsch-argentinische Koproduktion beruht auf einem Drehbuch von Manolo González and Guillermo Santana und begleitet 14 Hauptcharaktere in Madrid und Buenos Aires, die allein dadurch verbunden sind, dass alle die gleiche Radio Talkshow am Abend hören. Zufall und Glück spielen eine zentrale Rolle in dem Film, dessen Geschichten sich um Liebe, Gewalt und Untreue drehen.

## Handlung
Der Sommer ist heiß, und wer nachts nicht einschlafen kann, lauscht der Talkshow „Propios y extraños“, um die herum sich der Episodenfilm aufbaut. Es werden vier zentrale Geschichten erzählt, die alle mehr oder weniger mit der Suche nach einem erfüllten Zusammenleben zu tun haben.
Nachdem sie immer wieder gesehen haben, wie ihr Nachbar seine Frau misshandelt, entschließt sich eine Gruppe Jugendlicher kurzerhand die Dinge selbst in die Hand zu nehmen, übt Selbstjustiz, um so den Täter zur Räson zu bringen.
Ein junges Mädchen wiederum zögert lange Zeit nicht, ihre körperlichen Reize gezielt einzusetzen, um damit das kostspielige Pharmaziestudium zu finanzieren. Und selbst nachdem sie sich dazu entschlossen hat, den Nebenberuf als Callgirl aufzugeben und endlich den langjährigen Freund zu heiraten, will sie trotzdem nicht davon ablassen, sich unbekannten Partnern sexuell hinzugeben.
Ein ehemaliger Make-up-Artist, der zuletzt in einem Bestattungsunternehmen gearbeitet hat, wird von einem Kollegen erpresst, weil dieser ihn dabei beobachtet konnte, wie er seine nekrophilen Tendenzen am Leichnam einer hübschen verstorbenen Frau ausgelebte. Der Erpresser verlangt 5.000 Euro Schweigegeld und droht, ansonsten die Frau des Visagisten zu benachrichtigen und so dessen Familienleben zu zerstören. Da er die erforderliche Summe nicht aufbringen kann, greift der in die Enge getriebene am Ende zur Notwehr.
Und schließlich ist da noch die Geschichte eines jungen Schriftstellers, die zeigt, wie ein Moment das ganze Leben verändern kann und wie sehr es sich lohnt, an diesen Moment zu glauben.
Neben diesen vier miteinander verwobenen Hauptsträngen gibt es noch eine Reihe Untergeschichten, die ebenfalls das vorgegebene Thema aufnehmen und auf unterschiedliche Weise variieren.

## Produktion
Der Film entstand an Originalschauplätzen in Madrid, Spanien, und Buenos Aires, Argentinien. Die Dreharbeiten begannen am 4. Juli 2009 in Buenos Aires und endeten am 20. Oktober 2009 in Madrid.

## Auszeichnungen

### Festivals (Auswahl)
- 2010 Málaga Spanish Film Festival (im Wettbewerb)[1]
- 2010 Festival de Cine Reino de León (Audience Award)[2]